# Ashley Monroe
Pour les articles homonymes, voir Monroe.
Ashley Monroe, née le 10 septembre 1986 à Knoxville dans le Tennessee, est une chanteuse de musique country américaine, membre du groupe Pistol Annies aux côtés de Miranda Lambert et Angaleena Presley. 

## Biographie
À l'âge de 11 ans, elle remporte un concours de chant à Pigeon Forge en interprétant la chanson I Want to Be a Cowboy's Sweetheart de Patsy Montana.
Après la mort de son père à ses 13 ans, Ashley et sa mère déménagent à Nashville. Là-bas, elle commence sa carrière en tant que compositrice. Elle signe un contrat chez Sony Records et enregistre son premier album Satisfied. En 2006, son premier single sort mais ne parvient pas à entrer dans le Top 40 du classement Hot Country Songs, cependant, son second single sort peu de temps après et atteint la 37e place.
Malgré cette performance, le label décide de ne pas sortir l'album. Après plusieurs collaboration et quelques réécriture, en avril 2009, Ashley Monroe annonce sur sa page MySpace que l'album Satisfied sortirait en version numérique le 19 mai 2009.
Amies de longue date, Monroe, Miranda Lambert et Angaleena Presley montent un trio appelé Pistol Annies, faisant ses débuts publics en interprétant leur titre « Hell on Heels » le 4 avril 2011 sur la CBS. À cette occasion , les filles prirent un nom de scène pour intégrer ce groupe, ainsi Miranda Lambert devint « Lonestar Annie », Ashley Monroe « Hippie Annie, » et Angaleena Presley « Holler Annie ».
En novembre 2012, elle enregistre avec le groupe Train la chanson « Bruises ».
Ashley Monroe signe un contrat d'enregistrement avec Warner Bros. Nashville et sort son deuxième album studio, Like a Rose, le 5 mars 2013. L'album, est produit par Vince Gill. Il dispose de neuf titres co-écrits par le chanteur, dont l'un est une collaboration avec Blake Shelton. "Like a Rose" (la chanson-titre) a été diffusée à la radio le 4 mars 2013.
Elle est mariée au joueur de baseball John Danks depuis le 24 octobre 2013.
Le 24 juillet 2015, Ashley Monroe sort son troisième album studio, The Blade.

## Discographie
| Title                                                                          | Album details | Peak chart positions | Peak chart positions |
| Title                                                                          | Album details | US Country           | US                   |
| ------------------------------------------------------------------------------ | --- | -------------------- | -------------------- |
| Satisfied                                                                      | - Sortie prévue : 2006 (CD promotionnel) - Sortie : 19 mai 2009 (Digital) - Label: Sony - Formats: CD, téléchargement | —                    | —                    |
| Like a Rose                                                                    | - Sortie : 5 mars 2013 - Label: Warner Bros. Nashville - Formats: Vinyle, CD, téléchargement                          | 10                   | 43                   |
| The Blade                                                                      | - Sortie : 24 juillet 2015 - Label: Warner Bros. Nashville - Formats: CD, téléchargement                              | 2                    | 30                   |
| Sparrow                                                                        | - Sortie : 20 avril 2018 - Label: Warner Bros. Nashville - Formats: CD, téléchargement, streaming                     | 21                   | 157                  |
| "—" signifie que le titre ne s'est pas classé ou n'est pas sorti dans ce pays. | |                      |                      |